# Timm Kröger
Timm Kroeger (Itzehoe, nacido el 17 de noviembre de 1985) es un director de cine, guionista, camarógrafo, productor y editor de cine alemán.

## Vida
Timm Kröger completó su Abitur en 2005 en Sankt Peter-Ording . Después pasó nueve meses acompañando a un circo ambulante por Alemania como fotógrafo. Tras esta experiencia, Kröger estudió en la Escuela Europea de Cine en Ebeltoft, Dinamarca. Allí realizó sus primeros largometrajes y documentales como cámara y director. Tras graduarse, Kröger trabajó un año más en la escuela de cine como "ayudante de profesor". Esto fue seguido por una pasantía en ARRI Rental en Munich.
En 2008, Kröger comenzó una segunda carrera en la Academia de Cine de Baden-Württemberg . Primero estudió diseño de imagen/cámara antes de pasar al departamento de dirección de documentales.
Fue profesor de diseño de imagen/cámara en la Universidad de Ciencias Aplicadas de Düsseldorf.

## Filmografía
- El balanceo ligeramente desconcertante en el descenso al valle (2012)
- El consejo de las aves (2014)
- La teoría del todo (2023)